# ارخود (تايباد)
ارخود هي إحدى القرى التابعة لـ ريف باخرز في قسم باخرز من مقاطعة تايباد، في محافظة خراسان رضوي الإيرانية.

## السكان
- حسب إحصاءات سنة 2006، بلغ إجمالي السكان في ارخود 1332 نسمة وعدد المساكن 329 مسكن.[2]

## وصلات خارجية
- إدارة مقاطعة تايباد
- بلدية تايباد
- دارة تعليم تايباد